# Mohammed Mourhit
Mohammed Mourhit (Kouribga, 10 oktober 1970) is een van oorsprong Marokkaanse voormalige atleet, die gespecialiseerd was in de middellange en lange afstand. Hij is meervoudig Marokkaans en Belgisch kampioen en heeft verschillende Europese en Belgische atletiekrecords in handen. Hij nam voor België eenmaal deel aan de Olympische Spelen.

## Biografie
Na zijn huwelijk met de Luikse Béatrice Bouteille verkreeg hij in 1997 de Belgische nationaliteit.
Zijn eerste succes boekte Mourhit in 1992 door bij de Marokkaanse kampioenschappen een gouden medaille te veroveren op de 1500 m. Drie jaar later werd hij opnieuw Marokkaans kampioen in deze atletiekdiscipline. Tussen 1999 en 2001 boekte Mourhit het ene succes na het andere. Tijdens de wereldkampioenschappen van 1999 in Sevilla veroverde hij brons op de 5000 m. In datzelfde jaar vestigde hij tijdens de Memorial Van Damme een Europees record op 10.000 m. Ook won hij in 1999 de Zevenheuvelenloop in 43.30 en de Dam tot Damloop in een tijd van 1:01.00, toen deze nog uit een halve marathon bestond.
In 2000 ging Mourhit met dat elan verder. Tijdens de wereldkampioenschappen veldlopen in het Portugese Vilamoura gaf hij iedereen, inclusief de vijfvoudige wereldkampioen Paul Tergat op kop, het nakijken. Hij werd hiermee de eerste Belg sinds Leon Schots in 1977 die wereldkampioen veldlopen werd. Ook de zomer van 2000 begon voorspoedig voor Mourhit. In augustus verbeterde hij de Europese records op de 3000 en 5000 m. Daarmee werd hij de eerste atleet na Paavo Nurmi die zowel Europees recordhouder was op de 3000 m, 5000 m en 10.000 m.
Op de Olympische Spelen van 2000 in Sydney vertegenwoordigde hij België op de 10.000 m. Hij liep 27.45,75 in de kwalificatieronde en plaatste zich hiermee voor de finale. In de finale moest hij vanwege een blessure echter opgeven.
Het jaar 2001 begon goed. Eerst veroverde Mourhit zilver op de 3000 m achter winnaar Hicham El Guerrouj tijdens de wereldindoorkampioenschappen in Lissabon. Nog geen maand later verlengde hij zijn wereldtitel veldlopen in Oostende.
Daarna ging het bergaf met Mohammed Mourhit. Tijdens een dopingcontrole op het wereldkampioenschap halve marathon in Brussel in 2002 testte hij positief op het gebruik van epo en het dopingmaskerend middel furosemide. Aanvankelijk werd hij voor drie jaar geschorst, maar dit werd tot twee jaar herleid. Tijdens de zomer van 2004 maakte hij een comeback, echter zonder succes. Zijn overtreding zorgde voor misnoegen bij andere atleten, waaronder sommigen liefst al Mourhits records geschrapt zien worden.
In het najaar van 2011 kondigde Mourhit op zijn 41ste zijn comeback aan, echter opnieuw zonder succes.

## Titels
- Wereldkampioen veldlopen - 2000, 2001
- Marokkaans kampioen 1500 m - 1992, 1995
- Marokkaans kampioen 5000 m - 1993
- Belgisch kampioen 1500 m - 1999
- Belgisch kampioen veldlopen - 1997, 1998, 1999
- Winnaar Crosscup - 1996/97, 1997/98

## Persoonlijke records
Baan
| Onderdeel   | Prestatie            | Datum             | Plaats       |
| ----------- | -------------------- | ----------------- | ------------ |
| 800 m       | 1.48,23              |                   |              |
| 1500 m      | 3.36,14              | 5 augustus 2000   | Heusden      |
| 1 Eng. mijl | 3.56,49              | 17 september 1991 | Jerez        |
| 2000 m      | 4.58,94              | 7 augustus 1999   | Hechtel      |
| 3000 m      | 7.26,62 (AR)         | 18 augustus 2000  | Monaco-Ville |
| 2 Eng. mijl | 8.14,88              | 31 mei 1997       | Hengelo      |
| 5000 m      | 12.49,71 (ex-AR; NR) | 25 augustus 2000  | Brussel      |
| 10.000 m    | 26.52,30 (ex-AR; NR) | 3 september 1999  | Brussel      |

Weg
| Onderdeel      | Prestatie       | Datum          | Plaats    |
| -------------- | --------------- | -------------- | --------- |
| 8 km           | 22.34           | 14 april 2001  | Balmoral  |
| 5 Eng. mijl    | 22.40           | 14 april 2001  | Balmoral  |
| halve marathon | 1:00.18 (ex-NR) | 4 oktober 1997 | Košice    |
| marathon       | 2:19.43         | 10 april 2005  | Rotterdam |

Indoor
| Onderdeel | Prestatie | Datum         | Plaats   |
| --------- | --------- | ------------- | -------- |
| 3000 m    | 7.38,94   | 11 maart 2001 | Lissabon |

## Palmares

### 1500 m
- 1992:  Marokkaanse kamp. - 3.41,07
- 1995:  Marokkaanse kamp. - 3.46,3
- 1999:  BK AC - 3.45,17

### 1 mijl
- 2005: 8e Great North Mile - 8.12,7

### 3000 m
- 1997:  Europacup B in Dublin - 8.05,98
- 1999:  Grand Prix Finale in Moskou - 7.36,73
- 2000: 4e EK indoor in Gent - 7.49,99
- 2001:  WK indoor in Lissabon - 7.38,94
- 2002: 6e EK indoor in Wenen - 7.59,79

### 5000 m
- 1993:  Marokkaanse kamp. - 13.47,7
- 1993:  Middellandse Zeespelen in Narbonne - 13.50,12
- 1997: 4e Grand Prix Finale - 13.13,49
- 1999:  WK in Sevilla - 12.58,80
- 1999:  Europacup B in Lahti - 13.36,78

### 10.000 m
- 2000: DNF OS
- 2001: DNF WK in Edmonton

### 10 km
- 2007: 9e Zwitserloot Dakrun - 29.49

### 15 km
- 1999:  Zevenheuvelenloop - 43.30

### 10 Eng. mijl
- 2004: 7e Dam tot Damloop - 47.58

### 20 km
- 1990:  20 km van Parijs - 59.15
- 1999:  20 km van Brussel - 1:00.32

### halve marathon
- 1997: 5e WK in Košice - 1:00.18
- 1997:  halve marathon van Lissabon - 1:01.17
- 1999:  Dam tot Damloop - 1:01.00
- 2000:  halve marathon van Milaan - 1:00.50
- 2002: DQ WK in Brussel
- 2005: 6e City-Pier-City Loop - 1:01.54
- 2005: 6e Bredase Singelloop - 1:03.04
- 2006: 6e Houtwijkkerstloop Dronten - 1:06.52

### marathon
- 2005: 22e Marathon van Rotterdam - 2:19.43

### veldlopen
- 1997:  BK veldlopen in Averbode
- 1997: 5e WK veldlopen in Turijn - 35.35
- 1998:  BK veldlopen in Oostende
- 1998:  Europese Crosscup in Vilamoura - 29.41
- 1998:  EK veldlopen in Ferrara - 28.08
- 1998: 8e WK veldlopen in Marrakesh - 34.44
- 1999:  BK veldlopen in Oostende
- 1999: 7e WK veldlopen in Belfast - 40.09
- 2000:  WK veldlopen in Vilamoura - 35.00
- 2001:  WK veldlopen in Oostende - 39.53
- 2006: 6e Warandeloop (Nederland) - 30.32
- 2007: 34e Warandeloop - 33.19

### Golden League-podiumplekken
3000 m
- 2000:  Herculis – 7.26,62

5000 m
- 2000:  Memorial Van Damme – 12.49,71

10.000 m
- 1999:  Memorial Van Damme – 26.52,30

## Onderscheidingen
- Gouden Spike - 1997, 1999, 2000, 2001